# Kościerzyna (comune rurale)
Kościerzyna (Berent in tedesco) è un comune rurale polacco del distretto di Kościerzyna, nel voivodato della Pomerania.
Ricopre una superficie di 310,15 km² e nel 2004 contava 12 957 abitanti.
Il capoluogo è Kościerzyna, che non fa parte del territorio ma costituisce un comune a sé.